# Carl Christian Gmelin
Carl Christian Gmelin est un botaniste badois, né le 18 mars 1762 à Badenweiler et mort le 26 juin 1837  à Karlsruhe.

## Productions
- 1784 - Consideratio generalis filicum / quam ... solemni eruditorum examini submittit Carolus Christianus Gmelin; Erlangae : Kunstmann, 1784.
- ab 1805 -Flora Badensis Alsatica et confinium regionum Cis et Transrhenana : plantas a lacu Bodamico usque ad confluentem Mosellae et Rheni sponte nascentes exhibens secundum systema sexuale cum iconibus ad naturam delineatis / auctore Carolo Christiano Gmelin. – Carlsruhae - Band: 1 (1805). - XXXII, 768 S.; Band: 2 (1806). - 717 S., V Bl. : Ill.; (lat.); Band: 3 (1808). - 795 S., IV Bl. : Ill.; (lat.); Band: 4 Supplementa cum Indicibus. - 1826. - [2] Bl., 807 S., X Bl. : Ill.; (lat.) (Band 1, Band 2, Band 3, Band 4).
- 1806 - Gemeinnützige systematische Naturgeschichte für gebildete Leser; Nach d. Linneischen Natursystem entworfen von Carl Christian Gmelin; Mannheim: Neues Industrie-Contor, 1806.
- 1809 - Ueber den Einfluß der Naturwissenschaft auf das gesammte  Staatswohl : vorzüglich auf Land und Zeit berechnet; nebst Vorschlägen zur Anpflanzung entsprechender Surrogate für die kostbaren Colonialwaaren als ... / von C. C. Gmelin. - Carlsruhe : Müller, 1809. - XX, 434 S.; (dt.)
- 1811 - Hortus magni ducis Badensis Carlsruhanus : nomina si nescis, periit cognitio rerum / [Gmelin]. - Carlsruhae : Typis Macklotianis, 1811. - X, 288 S.; (lat.)
- 1817 - Nothhülfe gegen Mangel aus Mißwachs oder Beschreibung wildwachsender Pflanzen welche bei Mangel der angebauten als ergiebige und gesunde Nahrung für Menschen und Thiere gebraucht werden können : Nebst Vorschlägen den Folgen des Mißwachses vorzubeugen und die Landes-Kultur zu verbessern / Von Carl Christian Gmelin. - Carlsruhe : C. F. Müller, 1817. - XIV, 322 S.; (dt.)
- 1818 - Gemeinnützige systematische Naturgeschichte der Fische für gebildete Leser : nach dem Linneischen Natursystem / entworfen von Carl Christian Gmelin. - Mannheim : Nehdeck, 1818. - X, 383 S., 113 Taf. : zahlr. Ill.; (dt.)
- 1825 - Beschreibung der Milchblätter-Schwämme im Grossherzogtum Baden und dessen nächsten Umgebungen, als Beitrag zur Toxicologie / Vom Verfasser der Flora Badensis Alsat. et confin. Regionum; Karlsruhe, 1825; mit 1 color Tafel.
- 1839 (posth.) - Gemeinnützige systematische Naturgeschichte der Amphibien / entworfen vonn Carl Christian Gmelin. - 2. Ausg.. - Mannheim : Löffler, 1839. - VIII, [2] Bl., 224 S., [10] Bl. : Ill.; (dt.)
- 1824 (nicht erschienen und Manuskript verschollen) – Beschreibung der Mineralien im Großherzogthum Baden und deren nächsten Umgebung.